# Ming (bibliothèque logicielle)
Pour les articles homonymes, voir Ming.
Ming est une bibliothèque logicielle permettant de créer des animations Adobe Flash (.swf). Elle est souvent utilisée en tant que module PHP, ce qui permet de générer dynamiquement des animations flash. De plus, cette bibliothèque est aussi utilisable depuis d'autres langages de programmation tels que C++, Perl, Python, Ruby, et OCaml.
Le cœur de Ming est distribué sous les termes de la licence GNU LGPL, et son outil de création d'animations flash via la ligne de commande est distribué sous licence GNU GPL, ce qui fait de Ming un logiciel libre.